# Xã White, Quận Cambria, Pennsylvania
Xã White (tiếng Anh: White Township) là một xã thuộc quận Cambria, tiểu bang Pennsylvania, Hoa Kỳ. Năm 2010, dân số của xã này là 836 người.